# The Fighting Seabees
The Fighting Seabees (bra: Romance dos Sete Mares) é um filme estadunidense de 1944 do gênero Guerra dirigido por Edward Ludwig para a Republic Pictures.
O roteiro é de Borden Chase e Aeneas MacKenzie e ficcionaliza os acontecimentos que levaram à criação dos batalhões de engenheiros da marinha americana (apelidados de Seabees ou "Abelhas da Marinha") durante a Segunda Guerra Mundial. Esses engenheiros e suas equipes de operários eram levados com seu maquinário aos campos de batalha no Pacífico, onde ficavam responsáveis pela construção de pistas de pouso e outras edificações, muitas vezes sob intenso fogo inimigo.

## Sinopse
Wedge Donovan é um construtor civil americano que leva suas equipes de engenheiros e operários para construírem pistas de pouso em ilhas do Pacífico, para a Marinha do seu país durante a II Guerra Mundial. Ele se desentende com o tenente-comandante Robert Yarrow depois que alguns de seus homens são mortos em ataques dos japoneses, pois quer que eles passem a carregar armas para se defenderem e o oficial é contra armar civis sem treinamento. Donovan acaba reconhecendo que Yarrow está com a razão quando deixa que seus homens peguem em armas e lutem contra uma invasão inimiga, fato que faz com que a maioria perca a vida. Yarrow então convence seus superiores à treinarem os construtores que formarão batalhões comandados por Donovan, agora um oficial no posto de tenente-comandante. Esses batalhões são apelidados de "Seabees".

## Elenco
- John Wayne...Tenente-comandante Wedge Donovan
- Susan Hayward...Constance Chesley
- Dennis O'Keefe...Tenente-comandante Robert Yarrow
- William Frawley...Eddie Powers[2]
- Leonid Kinskey...Johnny Novasky
- J.M. Kerrigan...Sawyer Collins
- Grant Withers...Whanger Spreckles
- Paul Fix...Ding Jacobs
- Ben Welden...Yump Lumkin
- William Forrest...Tenente Tom Kerrick
- Addison Richards...Capt. Joyce
- Jay Norris...Joe Brick
- Duncan Renaldo...trabalhador
- Wally Wales...Tenente-comandante Hood